# Wilhelm Murr

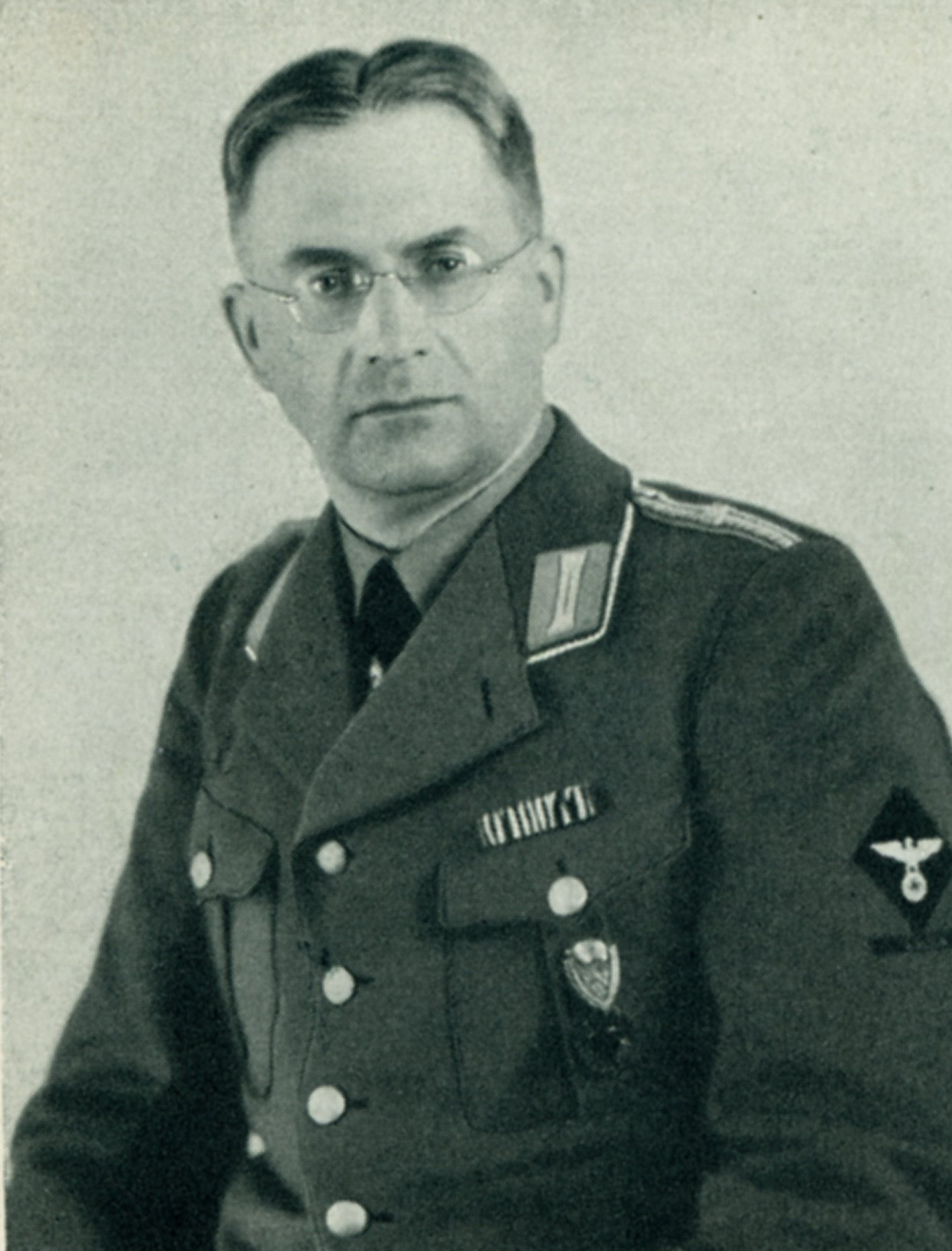
Wilhelm Murr, um 1924

Wilhelm Murr

Wilhelm Murr (* 16. Dezember 1888 in Esslingen am Neckar; † 14. Mai 1945 in Egg) war ein deutscher nationalsozialistischer Politiker und SS-Obergruppenführer. Von Februar 1928 bis zu seinem Tod war er Gauleiter der NSDAP in Württemberg-Hohenzollern, von März bis Mai 1933 außerdem Staatspräsident und dann bis 1945 Reichsstatthalter in Württemberg.

## Leben

### Werdegang
Murr wuchs in Esslingen in ärmlichen Verhältnissen auf und verlor im Alter von 14 Jahren seine Eltern. Er besuchte die Volksschule bis zur 7. Klasse. Nach einer kaufmännischen Ausbildung und Berufstätigkeit absolvierte er von 1908 bis 1910 den Militärdienst und arbeitete dann als kaufmännischer Angestellter bei der Maschinenfabrik Esslingen. Im Ersten Weltkrieg war er an allen Fronten eingesetzt, brachte es bis zum Rang eines Vizefeldwebels und erlebte das Kriegsende 1918 verletzt im Lazarett in Cottbus.
1920 heiratete er Lina Halbritter (1893–1945). Der 1922 geborene Sohn, Wilfried, nahm sich 1944 das Leben. 
Murr engagierte sich im Deutschnationalen Handlungsgehilfen-Verband (DHV), einer rechtskonservativen und antisemitischen Angestelltengewerkschaft, der er schon vor dem Krieg beigetreten war. Dort kam er in Berührung mit den Schriften des Antisemiten Theodor Fritsch, dessen Ansichten er sich weitgehend zu eigen machte. Zur gleichen Zeit war er Mitglied im Deutschvölkischen Schutz- und Trutzbund. Der NSDAP trat er im Sommer 1923 und nach dem zeitweiligen Verbot der Partei erneut zum 6. August 1925 bei (Mitgliedsnummer 12.873). An seinem Arbeitsplatz, der Maschinenfabrik Esslingen, rekrutierte er eifrig neue Kampfgenossen. Eine Arbeiterzeitung kritisierte im September 1927, Murrs einzige Aufgabe dort sei es, „Hakenkreuzler in den Betrieb zu schmuggeln“. Aus dieser Zeit rührt auch seine Bekanntschaft mit Richard Drauz, dem späteren NSDAP-Kreisleiter Heilbronns, den Murr später oft protegierte.

### NS-Gauleiter in Württemberg-Hohenzollern
Nach heftigen innerparteilichen Querelen konnte der Esslinger NSDAP-Ortsgruppenleiter Murr, der hier wie auch später durch rücksichts- und skrupellose Methoden auffiel, schließlich den amtierenden NSDAP-Gauleiter Eugen Munder von der Macht verdrängen. Im Februar 1928 ernannte ihn Hitler zum Gauleiter der NSDAP in Württemberg-Hohenzollern. Einer seiner Rivalen, den er dabei ausbooten konnte, war der spätere württembergische Ministerpräsident Christian Mergenthaler, der Murr auch später in Machtkämpfen immer wieder unterlag. Durch strikte Hörigkeit gegenüber Hitler und der Parteiführung gegenüber gelang es Murr, seine Stellung in Württemberg zu festigen. Bei der Reichstagswahl 1930, in welcher der NSDAP mit einer Steigerung des Stimmenanteils von 2,6 auf 18,3 % erstmals ein Durchbruch gelang, wurde Murr zum Reichstagsabgeordneten der NSDAP für den Wahlkreis 31 (Württemberg) gewählt. Im Oktober desselben Jahres gab er seine Tätigkeit in der Maschinenfabrik Esslingen auf und wurde hauptberuflich für die Partei tätig. Die Mitgliederzahlen und die Finanzsituation der NSDAP in Württemberg verbesserten sich. Ab Anfang 1931 konnte Murr ein eigenes Propagandablatt herausbringen, den NS-Kurier, in dem er bis 1945 zahlreiche Leitartikel veröffentlichte, die getreulich die offizielle Parteilinie wiedergaben.
Am 30. Januar 1933, dem Tag der Machtergreifung, ließ Murr auf dem Stuttgarter Schloßplatz verlauten: „Wir werden mit unseren Gegnern verfahren: Auge um Auge, Zahn um Zahn. Aber nicht nur Auge um Auge und Zahn um Zahn, sondern wir werden dem, der einem der Unseren einen Zahn einschlägt, den Kiefer zerschmettern, und dem, der einem der Unseren ein Auge einschlägt, dem werden wir den Kopf abschlagen.“ Am 15. März 1933 wählte ihn der Württembergische Landtag unter nationalsozialistischem Druck zum württembergischen Staatspräsidenten und Nachfolger seines politischen Feindes Eugen Bolz. Murr übernahm zugleich das Innen- und Wirtschaftsministerium. 

### Reichsstatthalter in Württemberg
Am 6. Mai 1933 wurde Murr in die neu geschaffene Position des Reichsstatthalters in Württemberg berufen; das Amt des württembergischen Staatspräsidenten wurde abgeschafft, der Landtag jeder Funktion beraubt. Sein Rivale Mergenthaler, seit Frühjahr 1932 schon Landtagspräsident, wurde Ministerpräsident, „Kult-“ und Justizminister. Murr hatte offensichtlich intellektuelle Defizite, die jedoch als Volksnähe verbrämt wurden. Der Reichsstatthalter galt in der Propaganda als „Mann aus dem Volk“. Joseph Goebbels hingegen bezeichnete Murr in einem Tagebucheintrag vom 31. Juli 1933 als „Parvenü“. Nach seiner Berufung zum Reichsstatthalter erhielt Murr im Mai 1933 die Ehrenbürgerschaft zahlreicher Städte und Gemeinden; in Böblingen war er schon seit März 1933 Ehrenbürger. Auch in seiner Heimatstadt Esslingen wurde er zum Ehrenbürger ernannt. Am 9. September 1934 wurde er ehrenhalber zum SS-Gruppenführer (SS-Nummer 147.545) ernannt.
Als Murr 1938 erfuhr, dass der Bischof von Rottenburg, Joannes Baptista Sproll, sich nicht an der Volksabstimmung über die Angliederung Österreichs vom 10. April beteiligt hatte, inszenierte er mit Zeitungsartikeln und organisierten Demonstrationen eine Kampagne gegen Sproll, die den Behörden den Anlass lieferte, den Bischof des Landes zu verweisen und nach Bayern zu vertreiben.
Zu Kriegsbeginn im September 1939 wurde Murr zum Reichsverteidigungskommissar im Wehrkreis V (Stuttgart) ernannt, was ihm einen Machtzuwachs bescherte. Wichtige Bereiche des Militärs und der Zivilverwaltung unterstanden ihm nun direkt oder mussten sich de facto mit ihm arrangieren. Ohne Zustimmung Murrs oder seiner Beauftragten konnte in Württemberg praktisch nichts mehr geschehen. Der Mord an den Juden und an den Geisteskranken konnte wegen Murrs bedingungsloser Ausführung der Befehle von Führer und Partei in Württemberg reibungslos vonstattengehen.

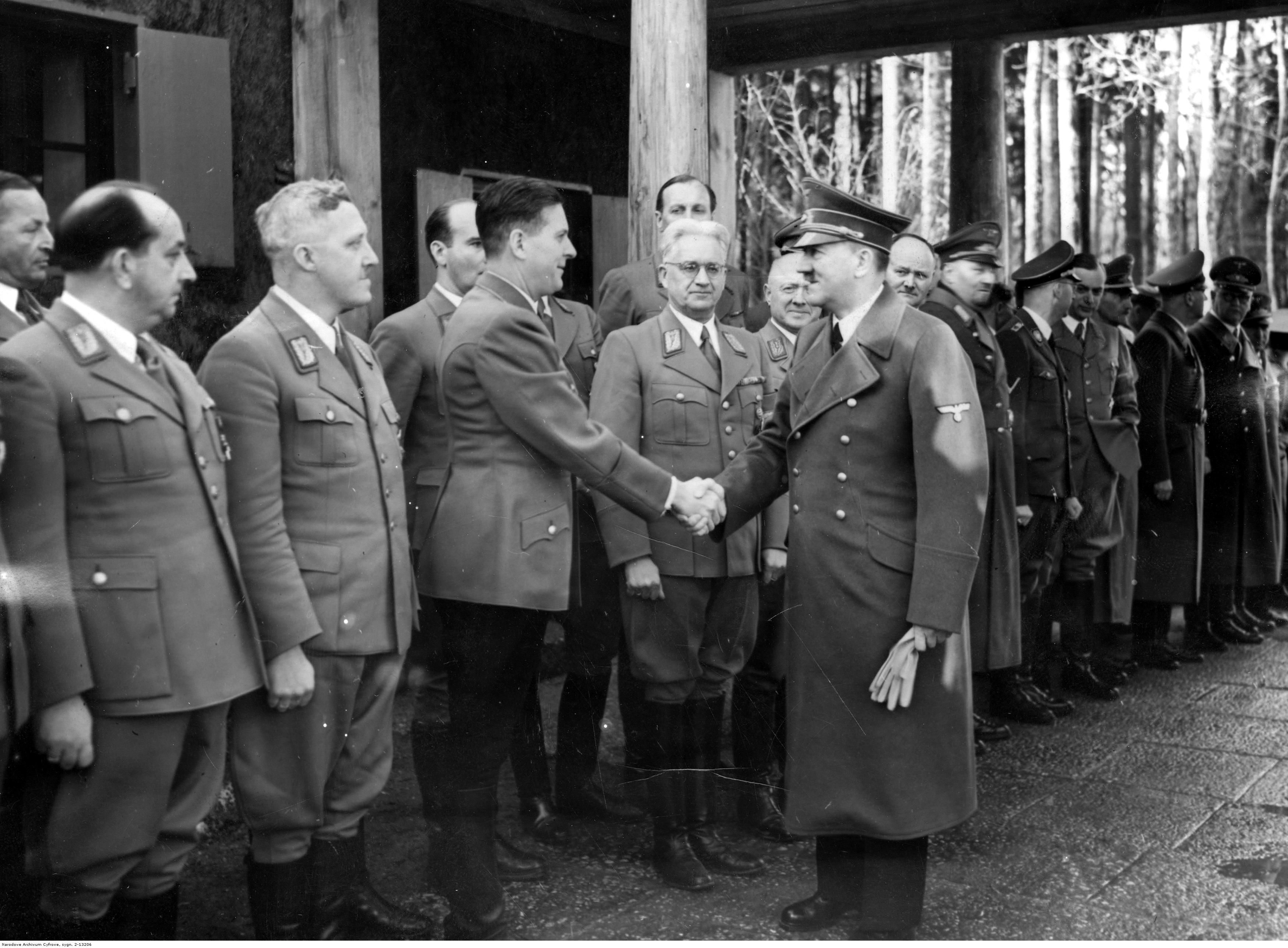
Wilhelm Murr am 7. Februar 1943 bei einem Empfang der Gauleiter in Hitlers Hauptquartier. Wilhelm Murr steht im Bild genau zwischen Baldur von Schirach und Hitler, die sich die Hand schütteln.

Ende Januar 1942 wurde er zum SS-Obergruppenführer befördert.
Nach zunehmenden Fliegerangriffen auf Stuttgart hatte Murr 1943 erste Vorahnungen einer möglichen Niederlage Deutschlands. Er bereitete zwar Evakuierungsmaßnahmen für Stuttgart vor, ließ sich aber äußerlich nichts anmerken und blieb in der Öffentlichkeit das getreue Sprachrohr von Hitler und Goebbels. Auch als sich Ende Januar 1944 Murrs einziger Sohn Wilfried, bei der Waffen-SS in Belgien eingesetzt, im Alter von 21 Jahren erschoss, um einem Kriegsgerichtsverfahren wegen zwei Vergewaltigungen zuvorzukommen, stellte Murr seine bedingungslose Loyalität dem Führer gegenüber nicht in Frage und versicherte Hitler am 1. März, weiter in dessen Dienst zu stehen.

### Aktionen vor und nach Kriegsende
Die im Dezember 1944 bekannt gewordenen Evakuierungspläne, die vorsahen, die Stuttgarter Bevölkerung in 20-Kilometer-Tagesmärschen nach Südosten zu führen und die Stadt zu zerstören, gab Murr im März 1945 auf. 
Er rief am 10. April 1945 zur Verteidigung der Stadt bis zum Äußersten auf und verbot am 13. April unter Androhung von Exekution und Sippenhaft das Zerstören von Panzersperren und Hissen von weißen Fahnen. 
Murr selber hingegen floh am 19. April unter falschem Namen zusammen mit seiner Frau und weiteren Begleitern aus Stuttgart in Richtung Alpen. 
Hitler und die NS-Propaganda hatten 1944 die Lüge verbreitet, es gäbe eine Alpenfestung. Murr und sein Tross flohen über das ehemalige Kloster Urspring (bei Schelklingen), Kißlegg, Wangen im Allgäu, Kressbronn am Bodensee und weitere Stationen in das Große Walsertal. 
Murr, seine Frau und zwei Adjutanten blieben bis zum 12. Mai auf der Biberacher Hütte und zogen dann in eine Almhütte oberhalb von Schröcken um. Dort wurden sie am Morgen des 13. Mai von französischen Soldaten festgenommen, denen gegenüber sich Murr als Walter Müller ausgab. Die Verhafteten wurden zunächst nach Schoppernau und dann nach Egg gebracht, wo zuerst Murrs Frau und dann Murr mit Giftampullen Suizid begingen. Beide wurden auf dem Friedhof von Egg beerdigt.

## Nachwirkung
Die amerikanischen Besatzer hatten Murr auf eine Liste potenzieller Kriegsverbrecher (List of Potential War Criminals under Proposed US Policy Directives) gesetzt und fahndeten nach ihm. Schon bald schöpften Amerikaner und Franzosen den Verdacht, Murr könne tot sein, und nahmen zusammen mit der württembergischen Polizei Ermittlungen auf, die sie nach Egg führten. Am 16. April 1946 wurde das Grab von „Walter Müller“ und seiner Frau geöffnet. Sein früherer Stuttgarter Zahnarzt Dr. Pagel konnte Murr anhand seines Gebisses eindeutig identifizieren. Im Rathaus von Egg wurde ein amtliches Protokoll aufgenommen, das Karl Aberle in seinem ausführlichen Artikel über „Flucht und Ende des Reichsstatthalters Murr“ wenige Tage nach Öffnung des Grabes in der „Stuttgarter Zeitung“ veröffentlichte.
Am 13. Oktober 2011 wurde Murr die Ehrenbürgerschaft der Stadt Böblingen aberkannt, wie zuvor auch die der Stadt Esslingen.